# Don't Answer Me
Don't Answer Me è un singolo del gruppo musicale britannico The Alan Parsons Project, pubblicato nel 1984 ed estratto dal settimo album Ammonia Avenue.
Autori del brano Don't Answer Me sono Alan Parsons (autore della melodia) e Eric Woolfson (autore del testo). Il singolo, prodotto dallo stesso Alan Parsons, uscì su etichetta Arista Records.

## Descrizione
L'esecuzione del brano Don't Answer Me fu affidata principalmente alla voce di Eric Woolfson. Nel brano è presente un assolo al sassofono eseguito da Mel Collins.
Il singolo raggiunse la Top Ten delle classifiche in Belgio, Germania, Paesi Bassi e Svizzera.
Don't Answer Me fu il primo brano degli Alan Parsons Project per il quale venne registrato un videoclip.

## Tracce
7"
1. Don't Answer Me – 4:11
2. You Don't Believe Me

## Staff artistico
- Eric Woolfson (voce principale, tastiere)[1]
- Chris Rainbow (coro, tastiere)[1]
- David Paton (basso)[1]
- Alan Parsons (sintetizzatore)[1]
- Stuart Elliott (batteria)[1]
- Mel Collins (sassofono)[1]

## Video musicale
Il video musicale è composto interamente da vignette nello stile di Dick Tracy disegnate da Michael Kaluta. Regista del video fu Peter Rosenthal.
Il video ricevette una nomination all'MTV Video Music Award nel 1984.

## Classifiche
| Paese                 | Posizione massima | Nr. di settimane |
| --------------------- | ----------------- | ---------------- |
| Australia             | 30                | 6                |
| Belgio                | 8                 | i9               |
| Germania              | 7                 | 16               |
| Paesi Bassi           | 10                | 10               |
| Regno Unito           | 58                |                  |
| Stati Uniti d'America | 15                | 15               |
| Svizzera              | 8                 | 14               |

## Cover (lista parziale)
Tra gli artisti che hanno inciso o eseguito pubblicamente una cover del brano Don't Answer Me, figurano (in ordine alfabetico):
- The BB Band (1999)
- Alex Bollard Assembly (1990)
- Cary Brothers (2016)
- The Eight Group (2010)
- Space 2000 (1992)
- Up to Date (1993)
- Lenny Valentino (2011)

### Adattamenti in altre lingue
- Il brano Don't Answer Me è stato adattato in  lingua tedesca da Michael Kunze con il titolo Kein Wort zuviel: questa versione è stata incisa nel 1984 da Jürgen Renfordt & Denise, nel 2002 da Bernhard Brink e Ireen Sheer e nel 2003 da High Class[2][3][5][6][7]
- Il brano Don't Answer Me è stato adattato in  lingua ceca da Zdeněk Borovec con il titolo Strom lásky mý: questa versione è stata incisa nel 1986 da Stanislav Hložek[2]
- Il brano Don't Answer Me è stato adattato in  lingua catalana da Jordi Campoy con il titolo Si em tens aqui: questa versione è stata incisa nel 2009 dagli OBK[2]